# David Garfield
David Garfield (født 27. september 1956 i Chicago, Illinois, USA) er en amerikansk keyboardspiller, pianist, sangskriver, producer og arrangør.
Garfield er mest kendt fra gruppen Karizma, som han også er leder af. Gruppen består i dag foruden ham selv af Vinnie Colaiuta på trommer, Michael Landaur på Guitar og Neil Stubenhaus på bas, og så hans andet band Los Lobotomys som også er et fusionsband og bl.a. tæller Toto guitaristen Steve Lukather. Han er også studiemusiker, og har spillet med Smokey Robinson, Larry Carlton, George Benson, Freddie Hubbard, Natalie Cole og Michael Bolton etc.

## Diskografi som leder
- Seasons of Change (1992)
- I Am The Cat... Man (David Garfield and The Cats) (1998)
- Giving Back (2003)
- Jazz Outside The Box (2018)
- Jammin' Outside The Box (2018)

## Diskografi med Karizma
- Dream Come True (1983)
- Cuba (1986)
- All The Way Live (Revisited) (1987)
- (Forever In The) Arms of Love (1989)
- Document (2000)
- Lost and Found (2001)
- Perfect Harmony [3CD set] (2012)
- Live at 'Motion Blue' (Yokohama, Japan) (2018)
- Live at 'The Baked Potato' with Jeff Porcaro (2018)

## Diskografi med Los Lobotomys
- Los Lobotomys (1989)
- Candyman (1994)
- The Official Bootleg (Live) (2004)
- Los Lobotomys 3.0 (2018)

## Som Sideman
- Other Places (1989) - med Brandon Fields
- Blue Tav (1989) - med Steve Tavaglione
- Tales of The Bulge (1990) - med Michael Landau
- Tribute (2001) - med Pauline Wilson
- Potato Salad (2004) - med Lenny Castro og Larry Klimas
- Brotherly Love (2011) - med Mike Porcaro
- Guitarworkshop in L.A. (1988) - med Jeff Baxter/Teddy Castellucci/James Harrah/Buzzy Feiten
- Metro (1995) - med David Garfield og med Alex Ligertwood
- Tribute to Jeff (Revisited) (1997) - med David Garfield og med Alex Ligertwood
- Giving Back (2003) - med David Garfield og med Alex Ligertwood